# تحليق تكوين الأقمار الصناعية

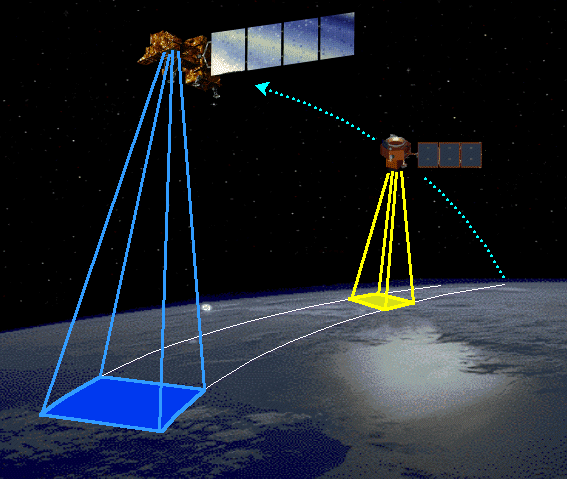
القمر الصناعي لاند سات 7 مع قمر بعثة مراقبة الارض ويغطي نفس المنطقة في أوقات مختلفة

تحليق تكوين القمر الصناعي هو مفهوم أن العديد من الأقمار الصناعية يمكن أن تعمل معاً في مجموعة لتحقيق هدف واحد أكبر حجماً من حيث المعلومات وعادة ما يكون ذو قيمة عالية مثل تجسس الأقمار الصناعية. إن تنسيق الأقمار الصناعية الصغيرة يتمتع بفوائد كثيرة عن الأقمار الصناعية الفردية بما في ذلك التصاميم الأبسط وأوقات البناء حيث تكون أسرع وأقل تكلفة مما يؤدي إلى زيادة تصنيعها وبدقة عالية والقدرة على عرض أهداف البحث من زوايا متعددة أو في أوقات متعددة هذه الصفات تجعلها مثالية لعلم الفلك والاتصالات والأرصاد الجوية والاستخدامات البيئية.

## أنواع التكوينات

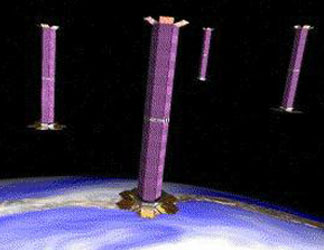
التشكيل العنقودي لقمر تك سات 21 المقترح

اعتمادا على التطبيقات هناك ثلاث تشكيلات ممكنة: المتتابعة ، العنقودية ، الكوكبة.
- تشكل التشكيلات المتتابعة من عدة أقمار صناعية تدور في نفس المسار. تتبع كل واحدة الحالة السابقة المفصولة بفاصل زمني محدد إما لعرض هدف في أوقات مختلفة أو الحصول على زوايا مشاهدة متنوعة للهدف.

وتناسب هذا النوع من الأقمار الصناعية على وجه الخصوص تطبيقات الأرصاد الجوية والبيئية مثل مشاهدة تقدم الحرائق وتشكيلات السحب وإبداء وجهات نظر ثلاثية الأبعاد للأعاصير. ومن أهم الأقمار الصناعية في هذا المجال هي لاند سات 7 مع قمر بعثة مراقبة الارض، و «القطار إي (مجموعة أقمار صناعية)» تتكون من كاليبسو وكلاودسات وتيرا مع أكوا.
- تشكل التشكيلات العنقودية بواسطة الأقمار الصناعية في ترتيب كثيف (متباعد نسبيا). هذه الترتيبات هي الأفضل لقياس التداخل ذي الدقة العالية وخرائط الأرض. كان القمر الصناعي تك سات 21 نموذجًا مقترحًا قادرًا على العمل في مجموعات.
- تشكل التشكيلات الكوكبة بواسطة عدد من الأقمار الصناعية ذات تغطية أرضية منسقة تعمل معاً تحت السيطرة المشتركة ومتزامنة بحيث تتداخل بشكل جيد في التغطية وتكمل بدلاً من أن تتداخل مع التغطية الهامة للأقمار الصناعية الأخرى.

عادة تتكون هذه التشكيلات من العديد من الأقمار الصناعية الصغيرة. يزن القمر الصناعي الصغير أقل من 100 كيلوجرام ويزن القمر نانو أقل من 10 كجم.
أصبحت هذه التقنية أكثر قدرة على البقاء بفضل تطوير الطيران المستقل مع تزويدها بأنظمة حاسوبية على متن الطائرة وخصوصا الخوارزمية. في السابق كان سيضطرّ التحكم الأرضي إلى ضبط كل قمر صناعي للحفاظ على التكوينات. الآن قد تصل الأقمار الصناعية إلى التشكيلات وتحتفظ بها مع وقت استجابة أسرع ولديها القدرة على تغيير التشكيل لحلول بعض الملاحظات أيضا يمكن إطلاق الأقمار الصناعية من المركبات الفضائية المختلفة والالتقاء على مسار معين.وقد حُقِّق هذا التقدم من قبل مركز غودارد لرحلات الفضاء التابع لناسا.

## وصلات خارجية
- الأقمار الاصطناعية - عين على العالم، بي بي سي عربي، 8 أبريل 2011